# 額村
額村（ぬかむら）は、石川県石川郡に存在した村。
額谷、大額、額乙丸、額新保と「額」の字を付した地名が多く、古くから「額七か村」とも呼ばれていたため、額村という村名になった。

## 地理
- 現在の金沢市の西部、中心市街地の南西郊にあたる。
- 村制当時の産業は農業（米、野菜、瓜、リンゴなど）、戦前は採石、瓦製造も行われていた。金沢市に編入後は中心市街地への近さからベッドタウン化が進み、住宅地が広がって額新町、光が丘、しじま台、南四十万の新町名が起立している。
- 川：高橋川、七瀬川、碇川
- 名所：蓮如上人墓（四十万）

## 歴史
- 中世 - 大額、額谷、額乙丸、額新保、額三十苅（ぬかさんじゅうがり）、額助九、額栗林の額七か村があった。(後年、額三十苅が三十苅となり、額助九と額栗林は廃絶）
- 1889年（明治22年）4月1日 - 町村制の施行により、石川郡額谷村、大額村、額乙丸村、四十万（しじま）村、三十苅村、額新保村及び馬替村の区域をもって、石川郡額村が発足する。
- 1915年（大正4年）6月22日 - 石川電気鉄道（現・北陸鉄道石川線）が開通し、当村内に馬替駅、大額駅（現・額住宅前駅）、四十万駅の3駅を開設。
- 1935年（昭和10年）3月2日 - 粟田駅（現・乙丸駅）を開設。
- 1954年（昭和29年）7月1日 - 金沢市に編入する。7大字はそのまま金沢市の町名に継承。

## 交通

### 鉄道路線
（当村廃止時点のもの）
- 北陸鉄道
  - 石川線： （白菊町・野町方面 ← ） - 馬替駅 - 大額駅 - 粟田駅 - 四十万駅 - （ → 鶴来・白山下方面）